# Ентоні Росс (тенісист)
Ентоні Росс (англ. Anthony Ross; нар. 19 грудня 1976) — колишній австралійський тенісист.
Найвищу одиночну позицію світового рейтингу — 1087 місце досяг 18 жовтня 2004, парну — 134 місце — 14 липня 2003 року.

## Титули на челленджерах

### Парний розряд: (1)
| Ранг | Дата     | Турнір           | Покриття | Партнер      | Суперники                    | Рахунок |
| ---- | -------- | ---------------- | -------- | ------------ | ---------------------------- | ------- |
| 1.   | Гру 2002 | Бангкок, Таїланд | Тверде   | Грант Сілкок | Федеріко Бровне Рогір Вассен | W/O     |